# 港九勞工社團聯會

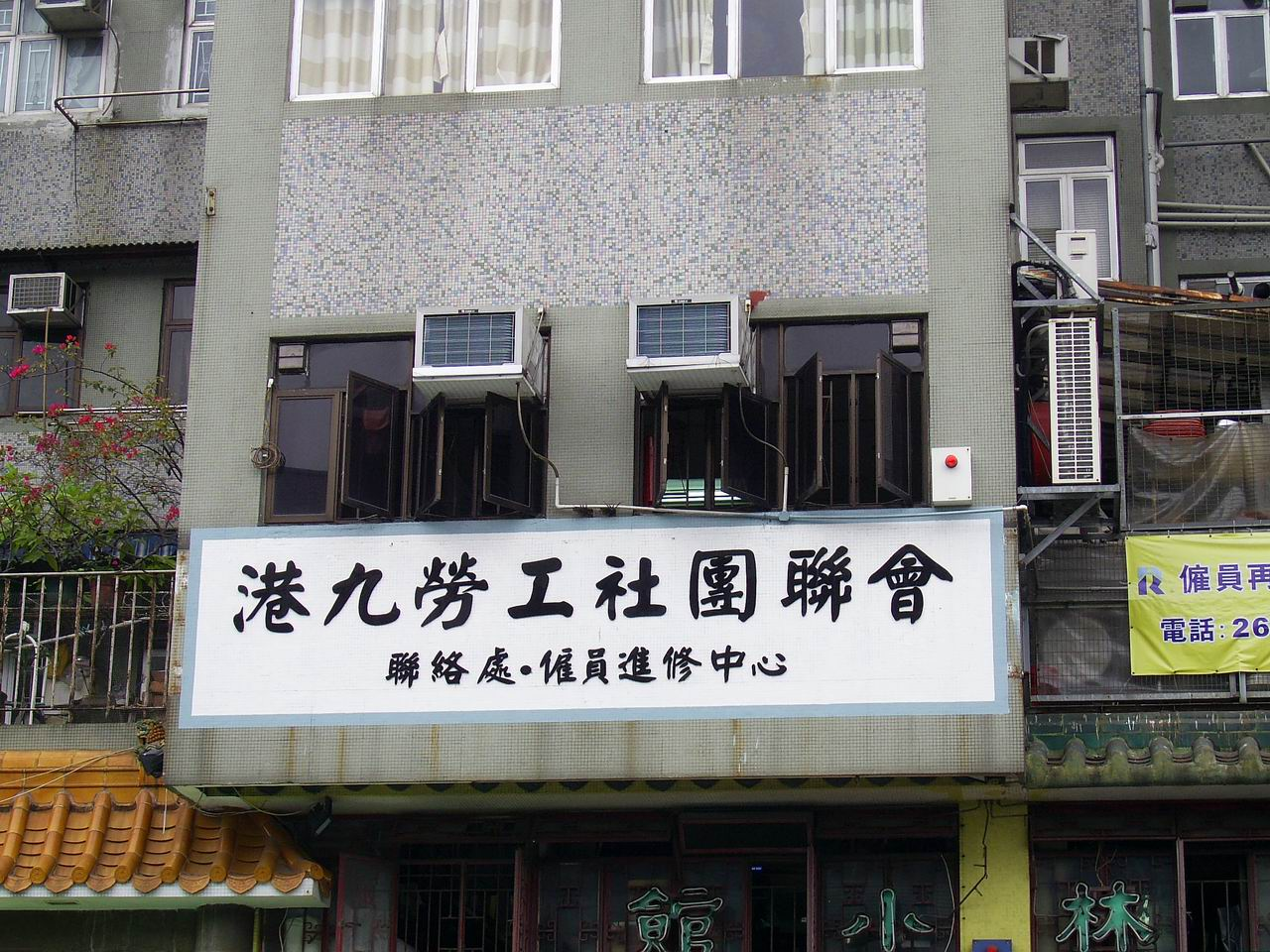
勞聯位於大圍的聯絡處及進修中心

港九勞工社團聯會（英語：The Federation of Hong Kong and Kowloon Labour Unions），簡稱勞聯（FLU），是香港建制派工會聯合組織。截至2019年，其轄下工會數目有97個及15個贊助會加盟，整體會員超過九萬人，仅次于工联会。同時劳联亦是香港立法會擁有兩個議席的政治團體，并在區議會擁有四個議席。
2019年香港區議會選舉，勞聯唯一的在任區議員深水埗區議會南昌南選區區議員李詠民未能再度連任，導致當屆選舉中勞聯失去所有區議會議席。

## 歷史
劳联成立于1984年11月，當時成員有一萬五千人，共有四個勞工組織及十三個職工會加盟。由1980年開始透過維權工作、爭取「五一」為有薪假期、爭取立法成立欠薪補償基金保障等活動開始醞釀，最後於1984年11月11日將這些曾經一起努力、合作的工會聯合組織起來，正式成立了港九勞工社團聯會。
勞聯成立即值中英為香港前途談判協議達成階段。社會掀起了一個波瀾壯闊的民主浪潮。勞聯接受了時代的挑戰，參與代議政制綠皮書的討論。當今許多風雲人物，也曾在勞聯會所為推動民主而大聲疾呼。勞聯支持中英聯合聲明，有代表出席中英協議的簽字儀式，及後更參與了四年長的基本法諮詢工作，還成為基本法勞工界諮詢委員會的秘書處。
隨著時間發展，2019年勞聯已成為一個97間成員會、15個贊助團體，合共112個兄弟會的聯合會，整體會員已超過九萬人。會員人數超越了成立了接近60年的港九工團聯合總會。

## 架構與屬會
以會員大會為最高權力架構，下設常務委員會，再下設執行委員會。執委會設主席、三個副主席、秘書長及財政主任，下設財務部、勞聯智康協會、社區發展等十多個委員會。
現屆香港立法會的代表為周小松、林振昇。
勞聯將旗下工會分為六個行業委員會，分別為：機電行業委員會、服務行業委員會、公務員及資助機構行業委員會、飲食行業委員會、交通運輸行業委員會及資訊電子行業委員會。旗下七十七間成員會，將按著類別成為各行業委員會成員。同時勞聯營辦東興旅行社，作為收入及對會務之支持。

## 政治取態
劳联曾是泛民主派的香港职工会联盟属会之一，其代表曾为职工盟24名执行委员会委员之一及当然执行委员。在历届立法会议员议案中（例如取消强积金对冲）劳联立场亦与职工盟、工党保持一致。作為屬會，劳联保持着高度的獨立性，当工联会与职工盟在某些问题上产生分歧时，劳联通常扮演调解斡旋角色。然而，随着在政改等议题上的立场逐渐分歧，劳联与职工盟、工党逐渐疏远直至职工盟解散。
1997年香港主權移交後，政治形勢大變，親中國國民黨的港九工團聯合總會地位大為下降，曾任中華民國立法委員的港九工團聯合總會主席陳恩賜未能接掌退任的彭震海在立法局的勞工界位置，最後更黯然離開。作為泛民主派成員的職工盟，因杯葛立法會勞工界功能組別「工會一會一票」方式的選舉，故令較小的勞聯在立法會獲得議席。
1998年李啟明在進入立法會後，一直奉行建制派路線，與泛民主派分離，2000年李鳳英接替李啟明之後，同樣奉行這路線，曾遭到職工盟其他執委質疑。2012年李鳳英不再連任，由潘兆平接任。
2008年期間，曾發生勞聯在政治立場上值得一提的軼聞，當時政治立場採民主派的政黨、地區組織及工會團體，曾聯合主辦「普選盃」足球聯賽，由黨員、員工、會友及支持者組隊參賽，以作聯誼並宣傳依據香港特區《基本法》盡快落實「雙普選」的政治立場，勞聯曾組隊參與其中。

## 議員

### 立法會議員
| 界別       | 選區       | 姓名     | 1995-1997 | 1998-2000 | 2000-2004 | 2004-2008 | 2008-2012 | 2012-2016 | 2016-2021 | 2022-2025 | 備註 |
| ---------- | ---------- | -------- | --------- | --------- | --------- | --------- | --------- | --------- | --------- | --------- | ---- |
| 功能界別   | 勞工界     | 李啟明   |           |           |           |           |           |           |           |           |      |
| 功能界別   | 勞工界     | 李鳳英   |           |           |           |           |           |           |           |           |      |
| 功能界別   | 勞工界     | 潘兆平   |           |           |           |           |           |           |           |           |      |
| 功能界別   | 勞工界     | 周小松   |           |           |           |           |           |           |           |           |      |
| 選舉委員會 | 選舉委員會 | 林振昇   | 不適用    | 不適用    | 不適用    | 不適用    | 不適用    | 不適用    | 不適用    |           |      |
| 所得議席   | 所得議席   | 所得議席 | 1         | 1         | 1         | 1         | 1         | 1         | 1         | 2         |      |

## 區議員
勞聯總部所在地的長沙灣道、界限街交界的深水埗區議會南昌南選區，原由勞聯常委黃鑑權擔任。在2011年區議會選舉中，黃鑑權成功把議席交接給新人前勞聯立法會議員李啟明GBS太平紳士的兒子李詠民。但勞聯另外分別在油尖旺區議會旺角西及大南選區岀選的林振昇及譚金蓮就落敗。
2016年至2019年，港九勞工社團聯會在1個區議會共有1個議席，議員包括：
| 代號 | 選區   | 姓名   | 備註 |
| ---- | ------ | ------ | ---- |
| F06  | 南昌南 | 李詠民 |      |

2019年香港區議會選舉，勞聯唯一的在任區議員李詠民競選連任失敗，導致在該屆選舉當中勞聯失去所有區議會議席。
2024年至2027年，港九勞工社團聯會在3個區議會共有4個議席，議員包括：
| 區議會 | 選區           | 姓名   | 備註 |
| ------ | -------------- | ------ | ---- |
| 深水埗 | 地區委員會界別 | 陳麗紅 |      |
| 深水埗 | 委任議員       | 李詠民 |      |
| 黃大仙 | 委任議員       | 劉婉儀 |      |
| 元朗   | 地區委員會界別 | 林宗賢 |      |

## 選舉

### 立法會選舉
| 選舉 | 民選得票 | 民選得票比例 | 地方選區議席 | 功能界別議席 | 選舉委員會議席 | 總議席 | +/- |
| 1998 | 0        | 0.00%        | 0            | 1            | 0              | 1 / 60 | 0 ━ |
| 2000 | 0        | 0.00%        | 0            | 1            | 0              | 1 / 60 | 0 ━ |
| 2004 | 0        | 0.00%        | 0            | 1            | 不適用         | 1 / 60 | 0 ━ |
| 2008 | 0        | 0.00%        | 0            | 1            | 不適用         | 1 / 60 | 0 ━ |
| 2012 | 0        | 0.00%        | 0            | 1            | 不適用         | 1 / 70 | 0 ━ |
| 2016 | 0        | 0.00%        | 0            | 1            | 不適用         | 1 / 70 | 0 ━ |
| 2021 | 0        | 0.00%        | 0            | 1            | 1              | 2 / 90 | 1▲  |

### 區議會選舉
| 選舉 | 民選得票 | 民選得票比例 | 民選議席 | 地區委員會議席 | 委任議席 | 當然議席 | 總議席  | 增減 |
| 2003 | 0        | 0.00%        | 1        | 不適用         | 0        | 0        | 1 / 400 | 1 ▲  |
| 2007 | 1,339 ▲  | 0.12% ▲      | 1        | 不適用         | 0        | 0        | 1 / 405 | 0 ━  |
| 2011 | 1,859 ▲  | 0.16% ▲      | 1        | 不適用         | 0        | 0        | 1 / 412 | 0 ━  |
| 2015 | 3,168 ▲  | 0.22% ▲      | 1        | 不適用         | 不適用   | 0        | 1 / 431 | 0 ━  |
| 2019 | 1,734 ▼  | 0.06% ▼      | 0        | 不適用         | 不適用   | 0        | 0 / 452 | 1 ▼  |
| 2023 | 12,436 ▲ | 1.06% ▲      | 0        | 2              | 2        | 0        | 4 / 470 | 4 ▲  |

## 外部連結
- 港九勞工社團聯會的Facebook專頁
- 港九勞工社團聯會互動網頁 （页面存档备份，存于）
- 線上勞工法例諮詢 （页面存档备份，存于）
- 潘兆平立法會議員（勞工界） （页面存档备份，存于）
- 李詠民區議員（深水埗區）